# Гладна твоје љубави
Гладна твоје љубави је трећи и последњи музички албум српске поп певачице и књижевнице Дуње Илић пре него што се повукла са музичке сцене. Издат је 18. јула 2013. године за КЦН рекордс. Аранжмане на албуму је радио Срђан Чолић, а музику и текстове је радила сама певачице, осим за две песме које су обраде турских песама. Снимљен је спот за песму Вриштаћу.

## Списак песама
Аутор(и) свих текстова: Дуња Илић, аутор(и) свих песама: Дуња Илић, осим 4 Кенан Догулу и 7 Ебру Гундеш.
| №  | Назив               | Трајање |  |
| 1. | Гладна твоје љубави |         |  |
| 2. | Дођи и врати време  |         |  |
| 3. | Ваља се             |         |  |
| 4. | Доктор              |         |  |
| 5. | Последње емоције    |         |  |
| 6. | Живели              |         |  |
| 7. | Кошмар              |         |  |
| 8. | Да, ја бих пробала  |         |  |
| 9. | Вриштаћу            |         |  |